# Kaiservilla Bruckneudorf

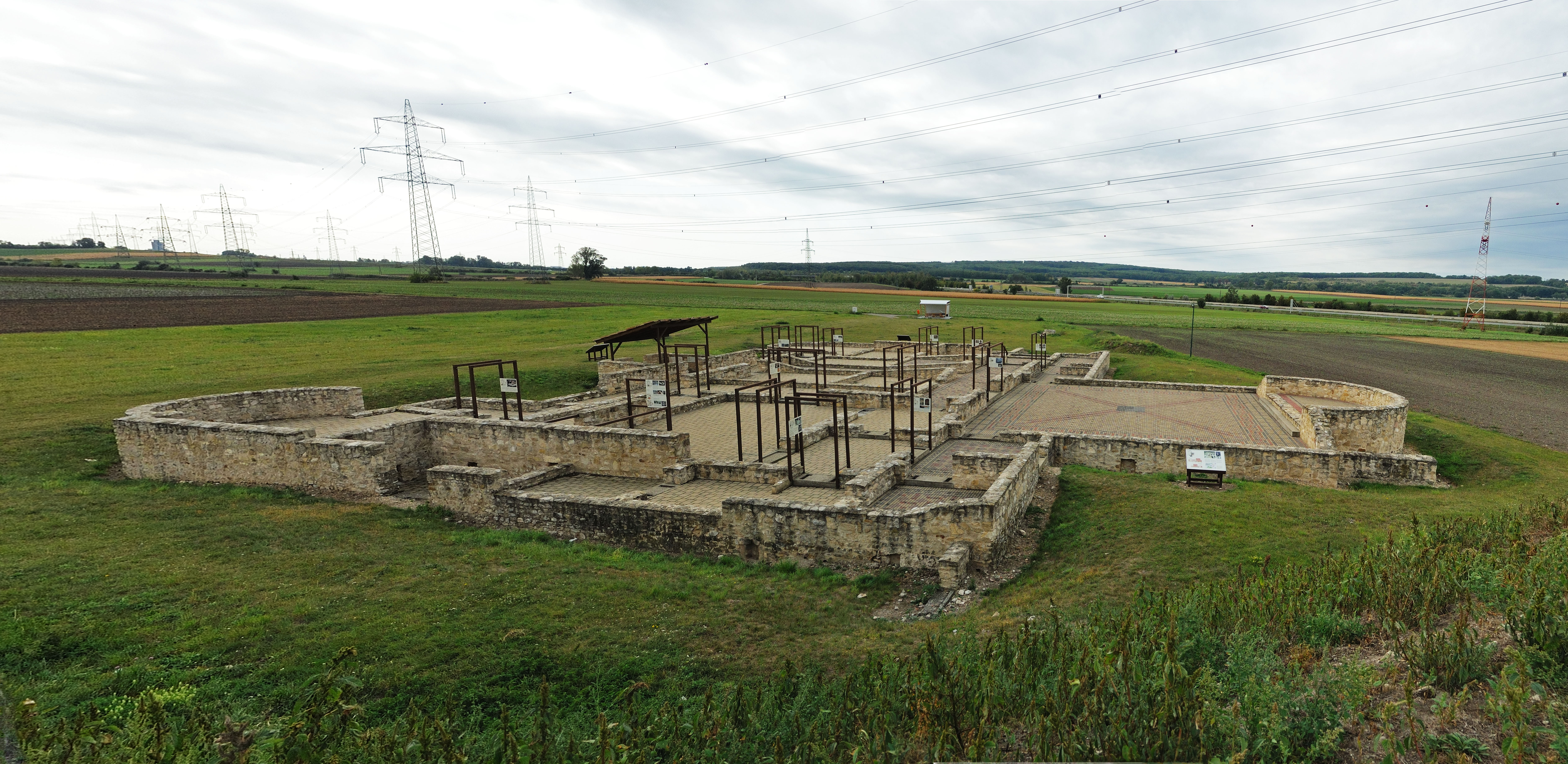
Römische Ruine bei Bruckneudorf

Mosaik Bellerophon im Landesmuseum Burgenland

Die Kaiservilla Bruckneudorf ist eine römische Palastanlage an den Hängen des Leithagebirges in Österreich. In der Antike lag sie nahe der pannonischen Provinzhauptstadt Carnuntum an der Bernsteinstraße, die in das Innere der Provinz und des Römischen Reiches führte. Die große Villenanlage entstand in der römischen Kaiserzeit und befindet sich heute etwas abseits der Straße zwischen Bruckneudorf und Parndorf.

## Lage und Geschichte

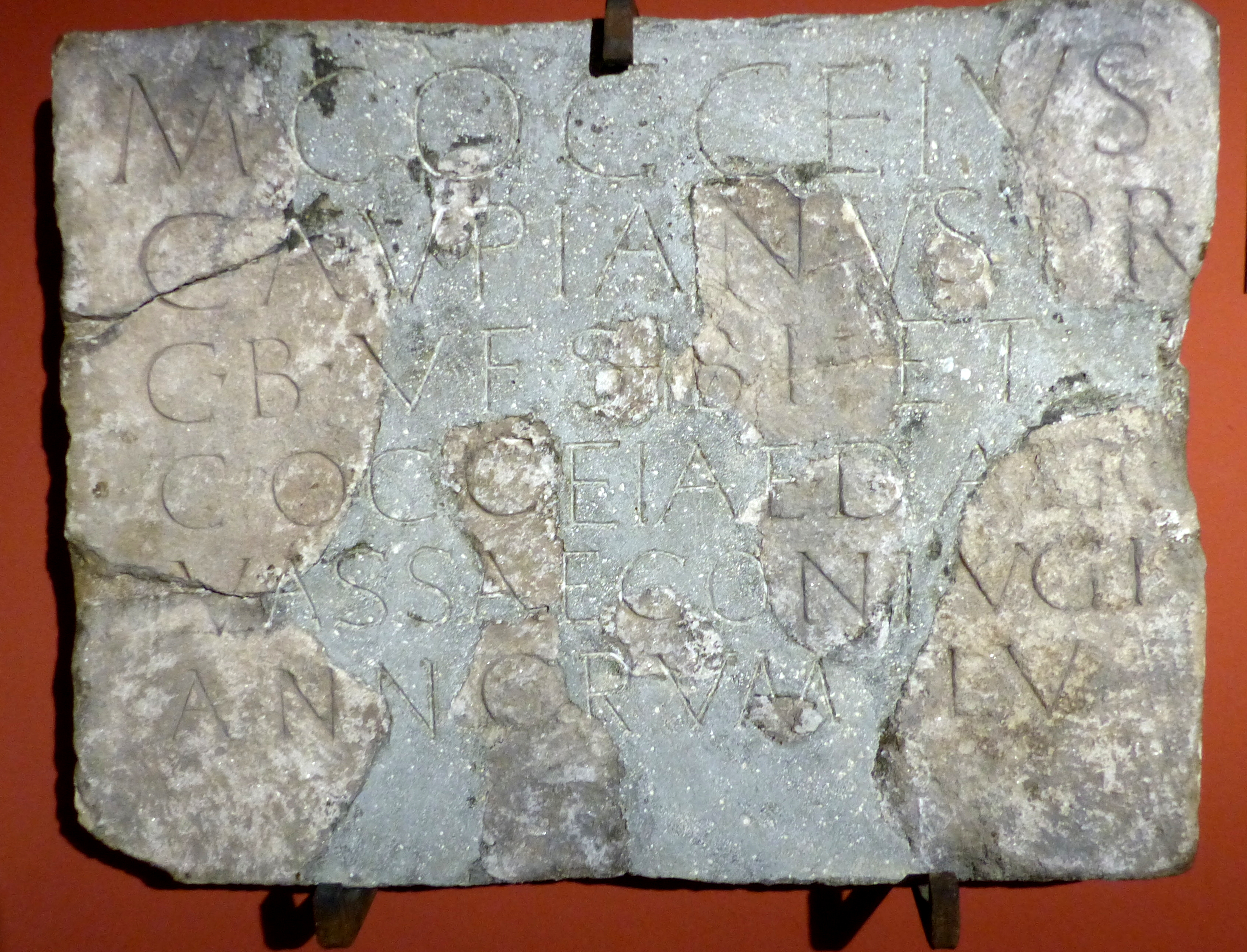
Die zusammengesetzten Fragmente vom Grabstein des Cocceius Caupianus

Die Villa befindet sich auf den sogenannten „Heidwiesen“ zwischen Bruckneudorf und Parndorf im Burgenland. Die Lage war durch die fruchtbaren Böden und die Nähe der Bernsteinstraße, entlang der die Aufschließung Westpannoniens erfolgte, begünstigt. Mit der Anlage des Legionslagers Carnuntum trug Rom der geopolitischen Situation am Eintritt dieses wichtigen Weges in das Reichsgebiet Rechnung. Besiedelt war der Raum von den zu dieser Zeit unbedeutenden und dem „Regnum Noricum“ zugeordneten Boiern.
Aus dem frühen 2. Jahrhundert stammt ein Grabstein, der später in der Villa als Kanalabdeckung verbaut wurde. Er wurde errichtet für einen M. Cocceius Caupianus, der in der Inschrift als „PR. C. B.“ bezeichnet wird, und für seine Frau Cocceia Dagovassa. Die Benennung des Mannes wurde als princeps civitatis Boiorum gedeutet, also als „Stammesfürst der Boier“, der seiner römischen Namensform zufolge unter Nerva das Bürgerrecht erhielt. Auf einem weiteren Grabstein aus dem Villenbereich wird eine Iunia Cocceia genannt, die angesichts des übereinstimmenden Familiennamens wohl zur selben Familie gehörte. Diese darf man demnach wohl als frühe Besitzer oder Gründungsinhaber der Villa ansprechen.
Nach einer kurzen Siedlungsunterbrechung im späten 2. Jahrhundert n. Chr. entstand um 200 n. Chr. ein großes Landgut, das in seiner letzten Ausbauphase zu den größten römischen Landgütern des heutigen Österreich gehörte. Durch András Mócsy wurde diese Villa für das Jahr 375 n. Chr. mit dem Tod Valentinians I. in Verbindung gebracht, da Frau und Sohn des Kaisers aus einer von Brigetio hundert Meilen entfernten Murocincta genannten Villa zum Sterbeort eilen, damit dem vierjährigen Knaben die Herrschaft übergeben werde.

## Baugeschichte

Venus-Figur aus der Villa von Bruckneudorf

Die älteste nachweisbare Bautätigkeit ist in die früheste Zeit nach Einrichtung der römischen Provinz Pannonien, wohl in die Mitte des 1. Jahrhunderts nach Christus einzuordnen. Das belegen Funde, ein Tellerrand aus sogenanntem „Millefioriglas“ – ein Gefäß aus bunten Glasfäden, die ein Muster bilden –, und eine Münze des Kaisers Galba, der wenige Monate in den Jahren 68–69 n. Chr. regierte. Dieser erste Bau, von dem nur einige Pfostenlöcher nachgewiesen werden konnten, war vermutlich aus Holz und Lehmziegeln errichtet worden.
Höchstwahrscheinlich in den Jahrzehnten um 100 n. Chr. wurden die steinerne Fundamente angelegt für einen weiten, etwas versetzt angelegten Bau, der vermutlich Fachwerkwände aus Holz und Lehm hatte. In dieser Form diente der Hof wohl landwirtschaftlichen Zwecken – es ließen sich Belege für das Dreschen von Getreide im Innenhof nachweisen – und möglicherweise auch als Gasthof. Gegenüber der Zufahrtsstraße, die von der Bernsteinstraße zur Villa führte, befindet sich ein quadratisches Steinfundament, das zu einem repräsentativen Familiengrabmal oder zu einem kleinen Tempel gehört haben könnte. Wohl im späten 2. Jahrhundert n. Chr. wurde der Hof, möglicherweise aufgrund der Markomannenkriege, aufgegeben.
In den Jahren um 200 wurde auf den Fundamenten der bisherigen Villa eine neue, größere Anlage errichtet, die zum Kernbau eines großen Landgutes mit zahlreichen Nebengebäuden wurde. Am besten bekannt ist die letzte große Bauperiode, in der das Gebäude mit Mosaiken ausgestattet wurde. Dafür wurde das Bodenniveau um 80 cm angehoben. Im Norden entstand ein großer Saal mit Apsis. Durch Funde von Münzen unter den Mosaikböden und aus dem Mörtel der Mauer kann dieser Ausbau in die Zeit bald nach 350 n. Chr. datiert werden. Danach sind keine großen Baumaßnahmen mehr erkennbar. Die in der letzten Ausbaustufe umfasste die Villa 34 Räume, von denen mehrere ausgemalt und mit Mosaiken, teilweise auch mit Hypokausten ausgestattet waren. Zur Villa gehörte ein 12,5 ha großer ummauerter Bereich, der neben Wirtschaftsgebäuden auch eine Thermenanlage umfasste.

## Ausstattung der spätantiken Großvilla

### Mosaiken

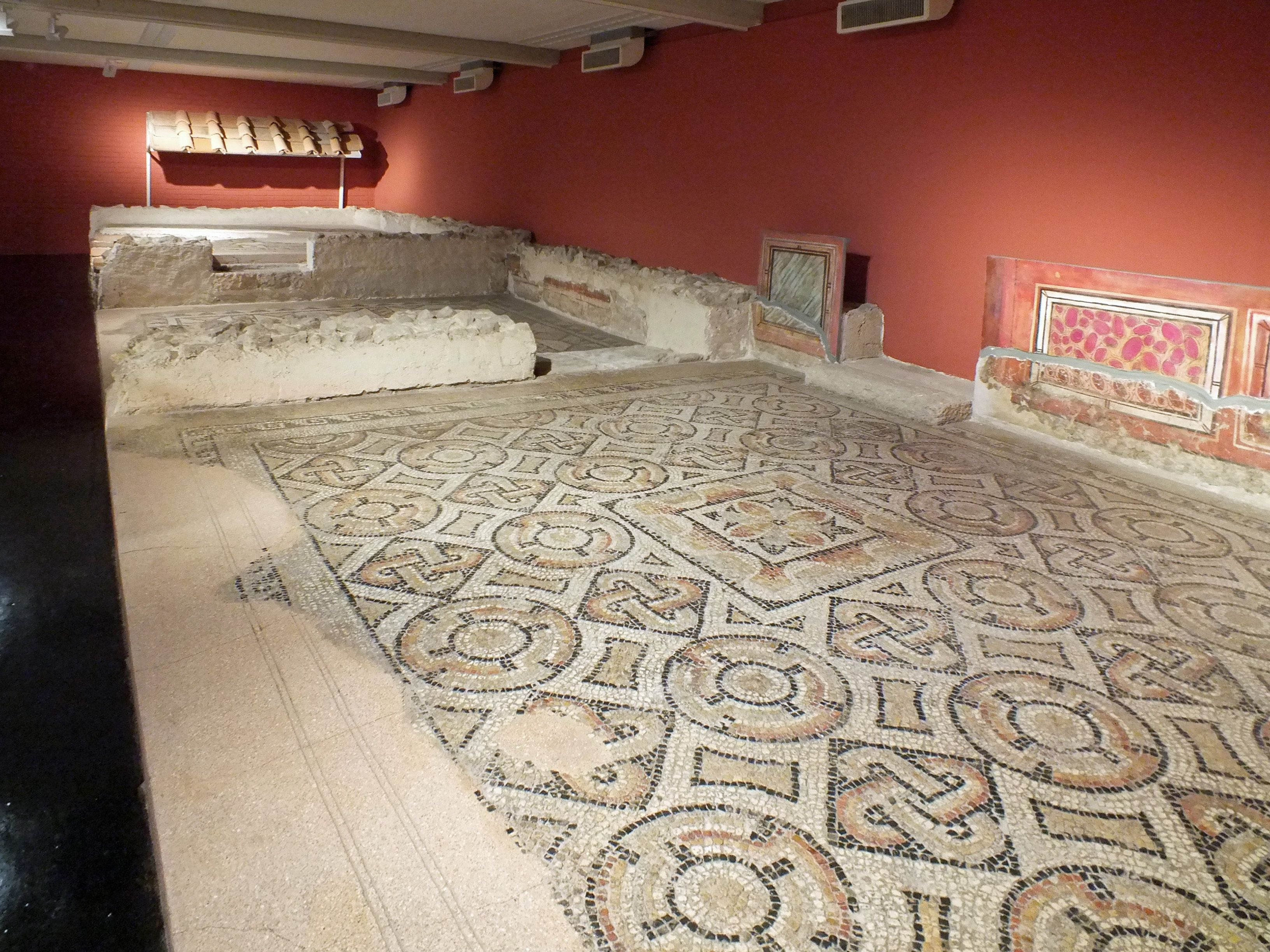
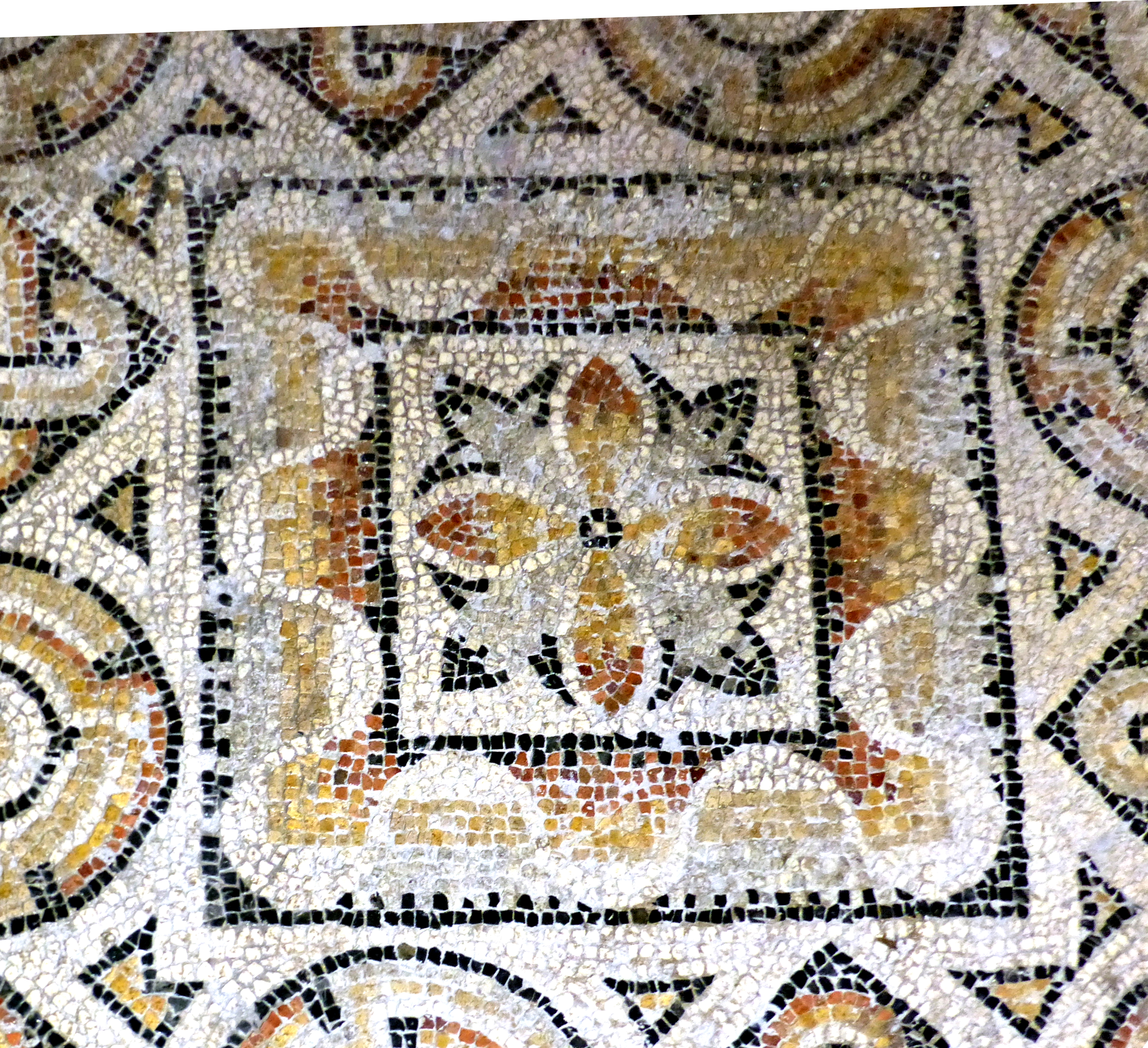
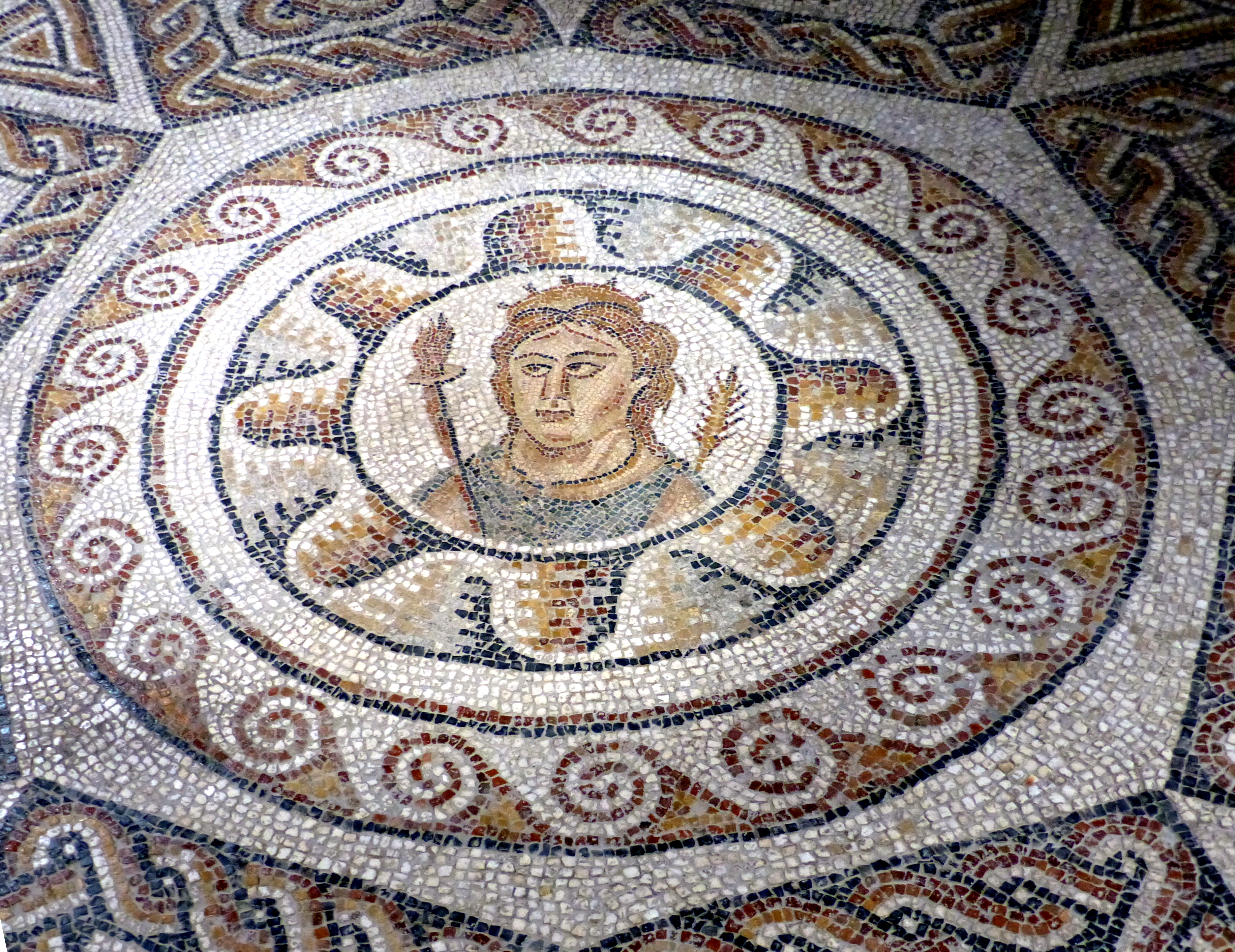
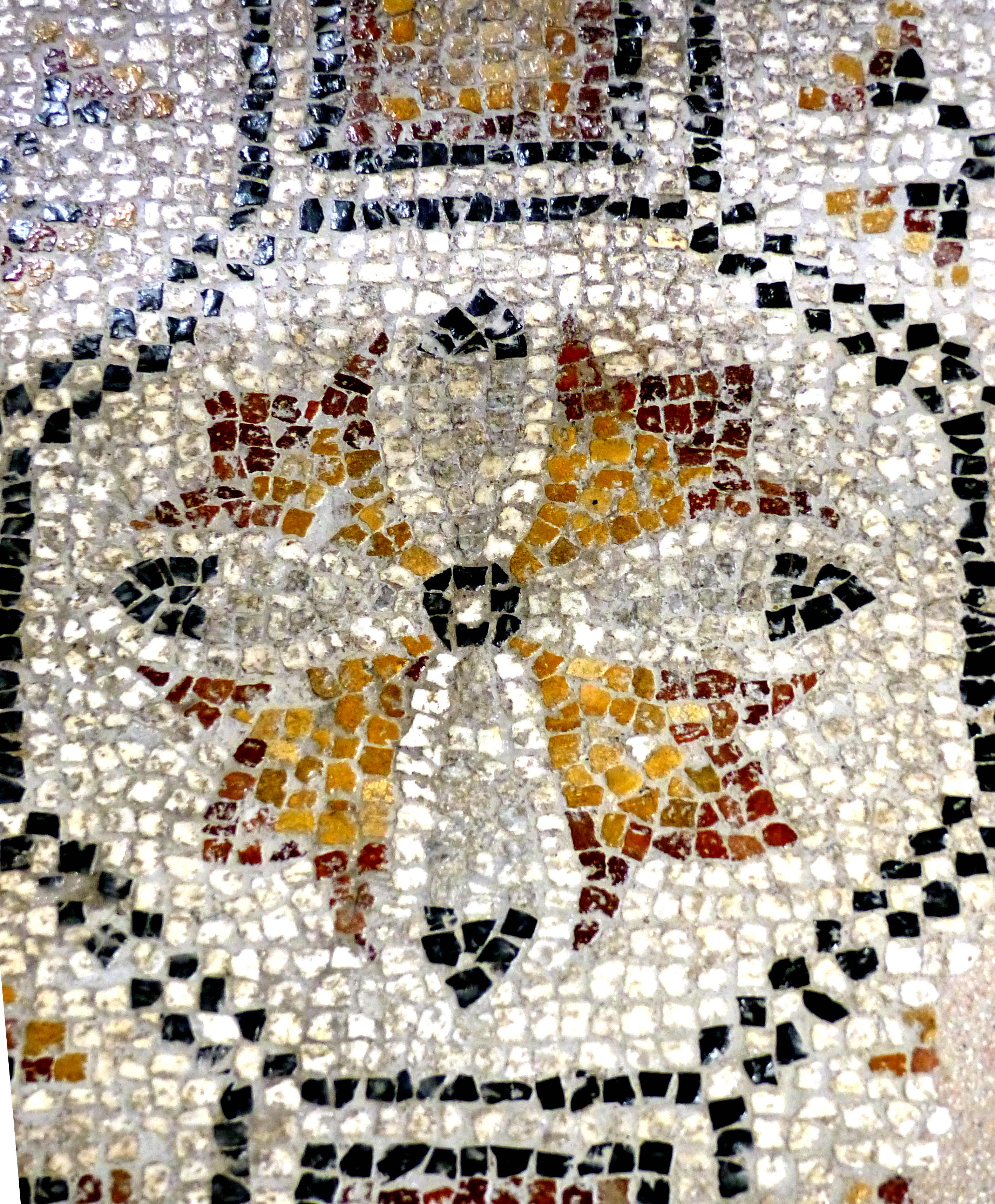
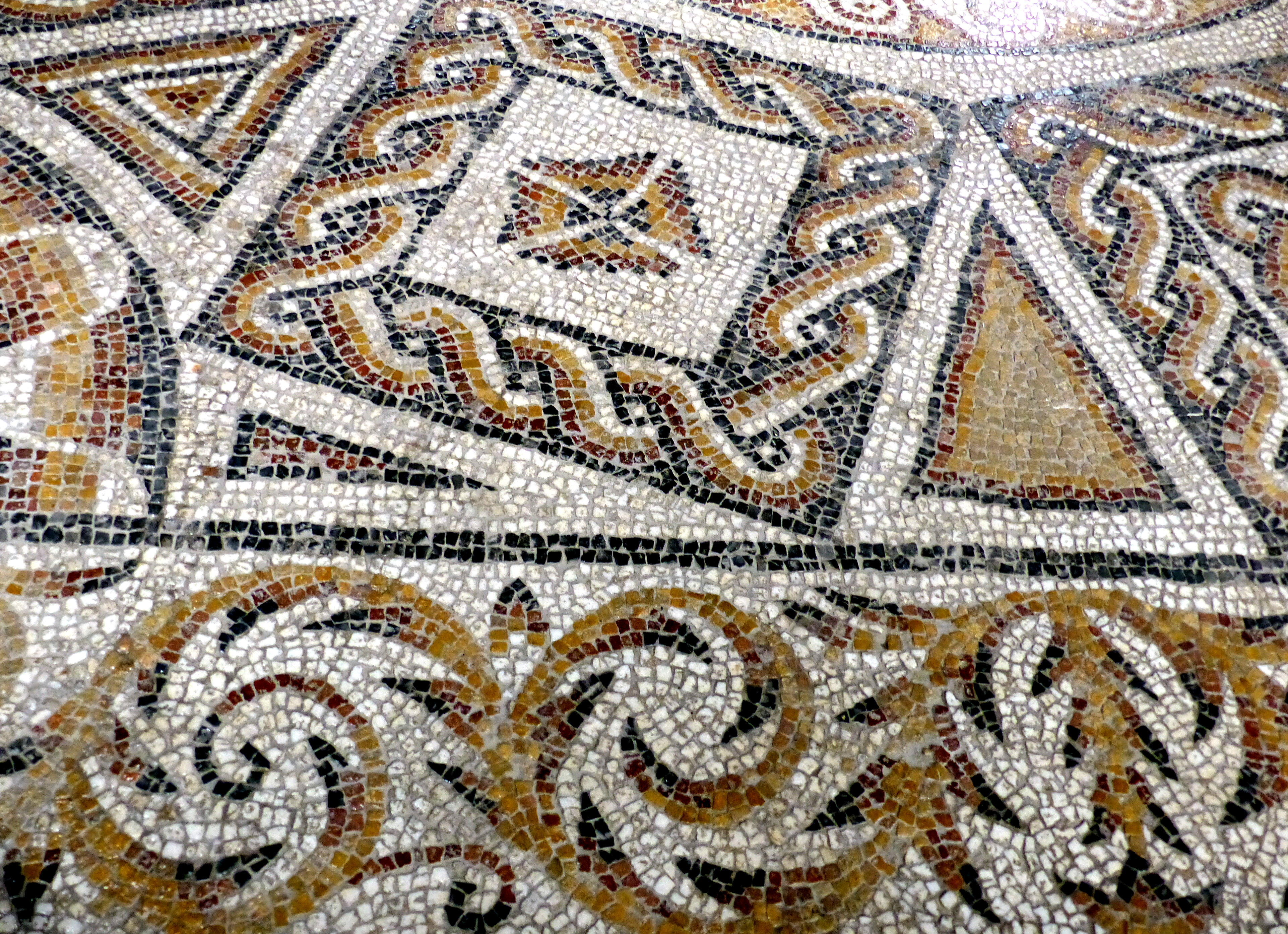
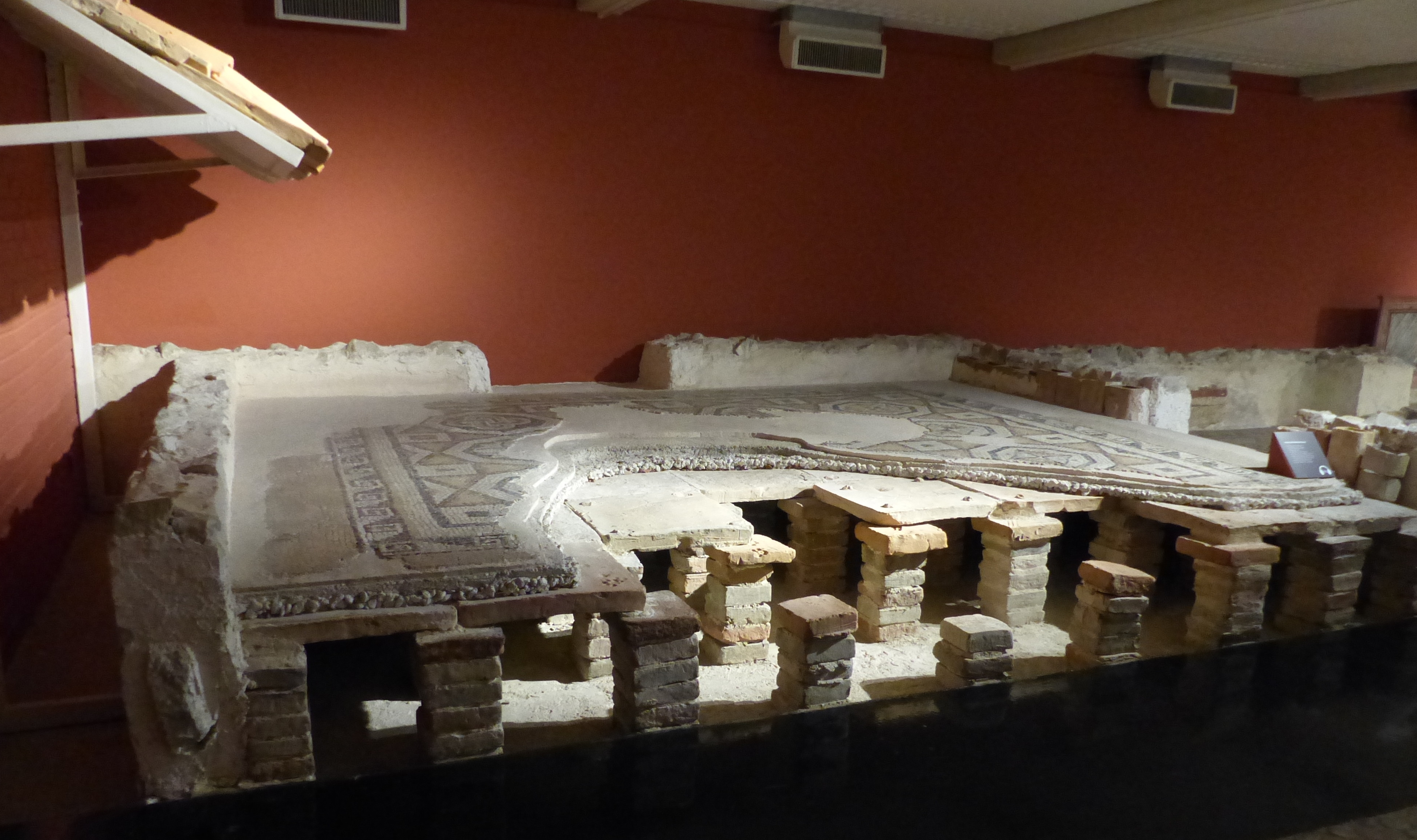

Aus der letzten Bauphase stammen die Mosaiken. Es handelt sich um den größten erhaltenen Mosaikenkomplex auf österreichischem Boden. Von ursprünglich 500 m² sind über 300 m² erhalten. Derzeit sind sie im Landesmuseum Burgenland in Eisenstadt ausgestellt.

### Wandmalereien
Auch die Wände waren geschmückt, also ausgemalt. Nach den Beobachtungen von Balduin Saria waren sogar die Außenwände mit Malerei versehen, einfache Malerei auf rosa Grund mit schwarzen Tupfen und Strichen, die wohl einen Sockel aus Marmor andeuten soll. Qualitätvolle Malereien waren an den Innenwänden angebracht. Durch angedeutete „Scheinarchitektur“ von Halbsäulen oder -pfeilern waren die Wände in Felder geteilt. Auch gab es figürliche Darstellungen. Mehrere Fragmente scheinen zu einer größeren Szene gehört zu haben, einer Landschaft im bläulichen Licht, mit einer äsenden Hirschkuh, einem jugendlichen Schildträger und einem Gebäude mit Stiegenaufgang.

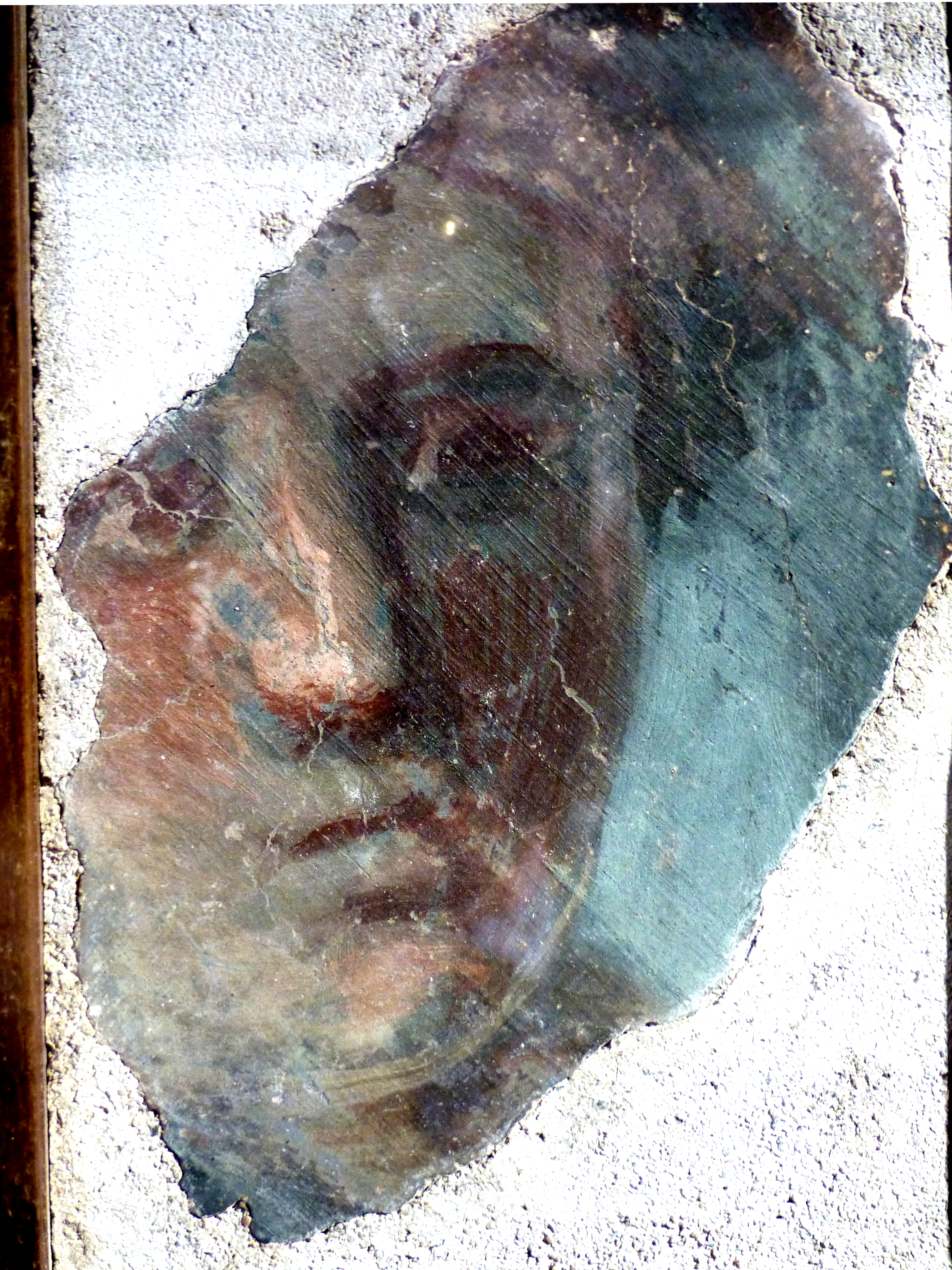
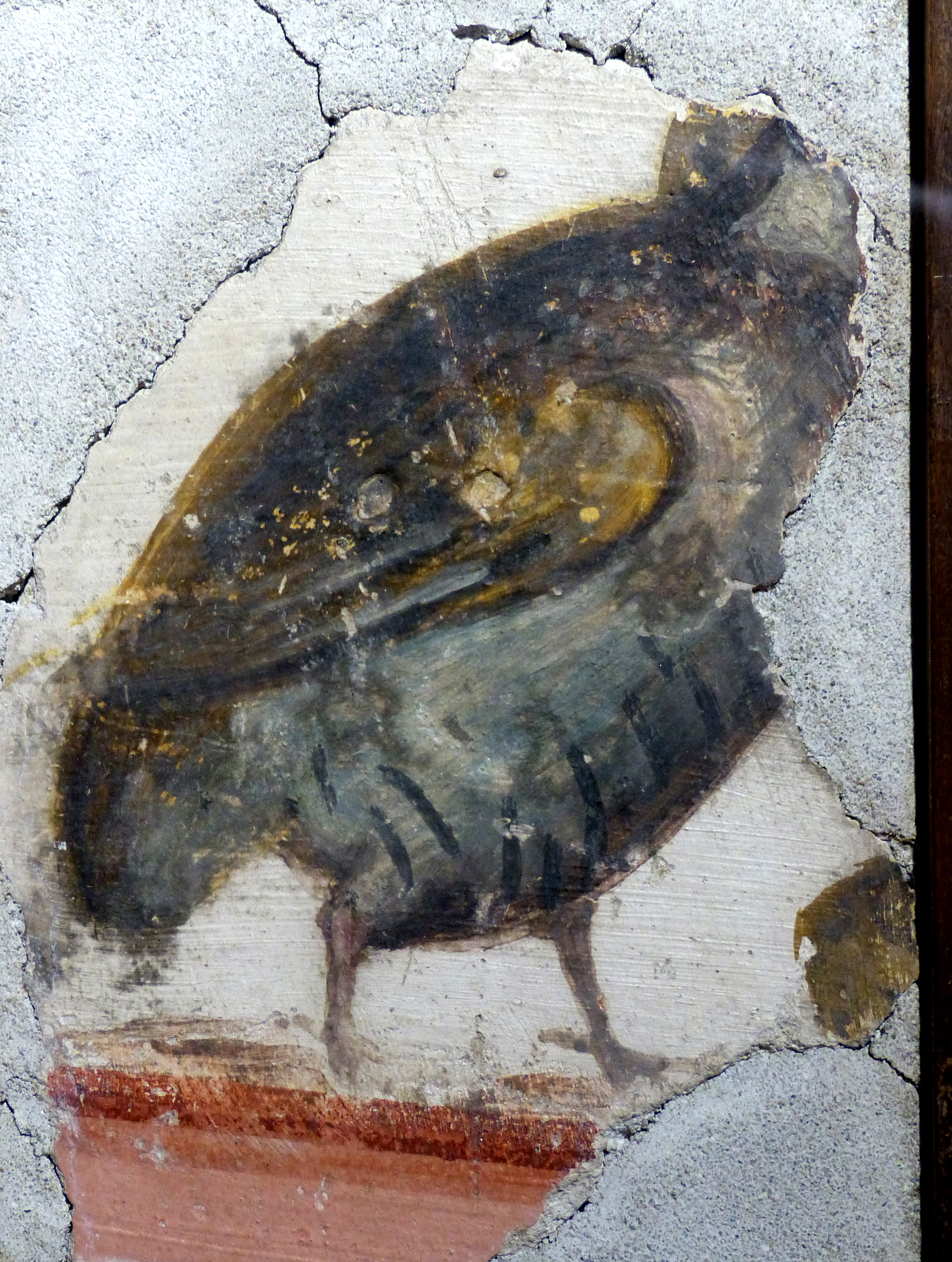

## Geschichte der Entdeckung der Palastvilla
Die „Heidwiesen“ zwischen Bruckneudorf und Parndorf sind seit dem 19. Jahrhundert als Fundstelle von Gräbern bekannt. Eduard von Sacken hatte diese Grabfunde bereist und 1853 in einem Aufsatz über Carnuntum und seine weitere Umgebung behandelt. Als Folge des Österreichisch-Ungarischen Ausgleichs 1867 wurde die weitere Forschung von Ungarn aus betrieben. Eine Grabung führte 1899 Sötér Agoston im Gräberfeld der Villa durch. Er war Advokat in Mosonmagyaróvár und leitendes Mitglied des dortigen historischen Vereines. So gelangten viele Funde in das Museum dieses Vereines.
Die oben erwähnten Grabsteine verdienen Interesse, weil sie nicht in ihrer ursprünglichen Aufstellung angetroffen wurden. Sie wurden wieder zur Herstellung von Gräbern verwendet, verblieben also im Bereich der Totengötter, der Manen.
Das Hauptgebäude der Villenanlage wurde 1931 durch Alexander Seracsin, einen archäologisch interessierten und kenntnisreichen Gutsverwalter in Mannersdorf, erstmals angegraben. Es waren römische Münzen und Ziegel beim Ackern zutage gekommen und man erinnerte sich auch noch an die Grabungen von Sötér. Über diese Grabung ist ein kurzer Bericht erschienen. Seracsin stieß dabei auch schon auf einen Mosaikboden, wahrscheinlich auf den des Raumes 1, und auf Mauern. So erkannte er, dass die weitere Erforschung der großen Anlage aus seinen eigenen Mitteln, wie bisher, unmöglich war. Aber die Anlage war bekannt geworden und mit der Feststellung der Mosaiken auch als außerordentlich ausgestatteter Bau bestimmt. Balduin Saria setzte 1949–1955 im Auftrag des Österreichischen Archäologischen Instituts die Grabungen mit Mitteln des Landes Burgenland fort. Sie betrafen das palastartige Hauptgebäude, mehrere Nebengebäude und die Umfassungsmauer der Villa.